# The Bost of Casseta & Planeta
The Bost of Casseta & Planeta é o terceiro disco da Banda Casseta & Planeta, lançado pela Som Livre em 2000. É uma coletânea das principais faixas dos discos anteriores (Preto com um Buraco no Meio e Para Comer Alguém) e faixas adicionais.

## Faixas
1. "Rap do Maçaranduba"
2. "Com Tanta Gente Passando Fome"
3. "Nenê de Papá" (part. Maria Paula)
4. "Meganhas Assassinas"
5. "Menina de Tromba"
6. "Caldo Verde"
7. "Tô Tristão"
8. "Surfista"
9. "Pastor Josué"
10. "Apogeu e Glória do Rock'n Roll"
11. "Fala, Bahia"
12. "Caçapas de Ilusão"
13. "Tributo a Bob Marley" (part. Djavan)
14. "Mãe é Mãe"